# Martelaren van Gorcumkerk (Bergen op Zoom)
De H.H. Martelaren van Gorcumkerk was een kerkgebouw in Bergen op Zoom, in de Nederlandse provincie Noord-Brabant. Het gebouw bevond zich aan het Bolwerk. De kerk was gewijd aan de Martelaren van Gorcum.

## Geschiedenis

### Achtergrond
Tussen 1868 en 1890 werd de vesting van Bergen op Zoom ontmanteld. De aanleg van de straat Bolwerk maakte deel uit van de herinrichting van het vrijgekomen gebied. Door de bouw van de Wilhelminakazerne in 1899-1900 en een veulendepot bleef een deel van het terrein zijn militaire functie houden. Er werden enkele scholen en huizen gebouwd.
In 1903 wees de toenmalige bisschop van Breda P. Leyten de kapelaan H.P.W. Vermeulen van de parochie Heilige Maagd Maria aan om de oprichting van een nieuwe parochie voor te bereiden. De parochie Heilige Martelaren van Gorcum werd gesticht in 1905. Het adres, Burgemeester Stulemeijerlaan 8, behoorde tot de pastorie naast de locatie waar de kerk gebouwd zou gaan worden. Vanaf 1925 nam de ontwikkeling van het terrein toe. Er werden nog twee scholen gebouwd, een gereformeerde kerk met pastorie en tussen 1927 en 1932 werd een flink aantal woonhuizen gebouwd.

### Ontwerp en constructie

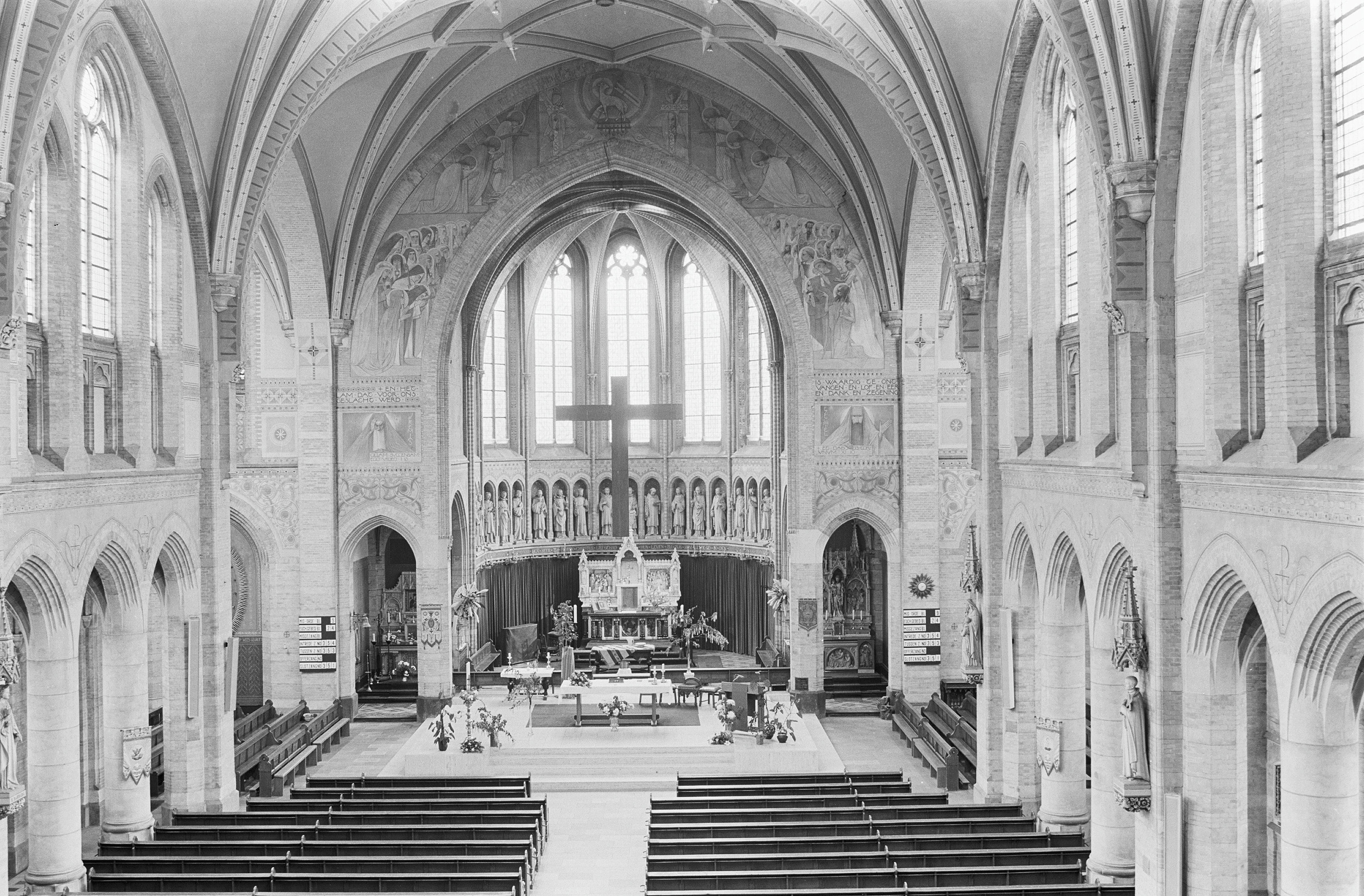
Interieur van het schip, naar het oosten gericht

In september 1904 werden de bouwtekeningen aan de stad gepresenteerd. Het ontwerp was van de hand van de architecten M. Vergouwen en Q.J. Horsten, onder goedkeuren van P. Cuypers. Op 14 februari 1906 werd het kerkgebouw in gebruik genomen en in mei 1907 werd de kerk door Leyten gewijd. Na een grote schenking in 1912 volgde een bouwvergunning voor een kerktoren. Het ontwerp hiervan was van Horsten en J. van Groenendael. De bouw vond plaats in 1913 en 1914.
De kerktoren werd in de Tweede Wereldoorlog op 27 oktober 1944, de dag van de bevrijding van de stad, opgeblazen door het Sprengkommando van de Duitse bezetters. Er werd een noodgevel gebouwd die tot 1961 bleef staan. In 1961 werd er een voorgevel voor in de plaats gezet. Deze constructie werd ontworpen door Th. Taen en Th. Nix. Boven de ingang was een kunstwerk in de voorgevel geplaatst. Het kunstwerk van gegoten beton werd in 1962 gemaakt door B.J.M. Welten. Het beeld stelt een liggende Christusfiguur voor met negen van de negentien martelaren van Gorcum, gesymboliseerd door monnikspijen. De voorgevel contrasteerde met de rest van het gebouw en het kunstwerk liet veel aan de verbeelding over.

### Sluiting en sloop

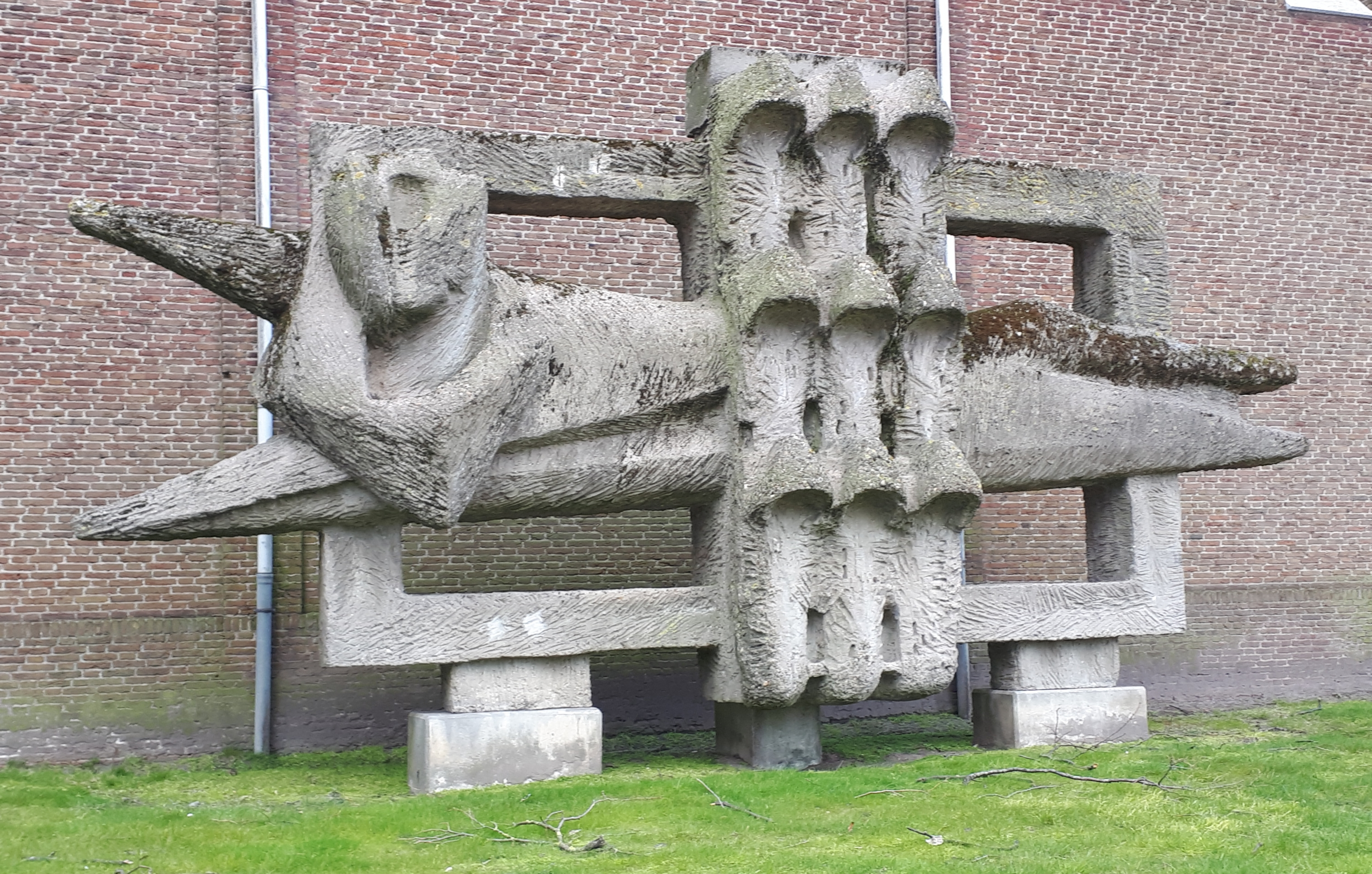
Het kunstwerk van de voorgevel zoals het zichtbaar is naast de Heilig Hart van Jezuskerk

In 1969 werd de zelfstandige parochie opgeheven en werd het gebouw een van de twee kerken van de nieuwe parochie van de Heilige Maagd Maria. Op 1 juni 1983 werd de kerk definitief gesloten. In 1987 werd het gebouw gesloopt. Na de sloop zijn delen van het gebouw en de inventaris hergebruikt. De spits van de kruistoren dient als spits van de Sint-Gertrudiskapel aan de Scheldelaan. Het kunstwerk dat deel uitmaakte van de voorgevel is verhuisd naar het Piusplein waar het naast de Heilig Hart van Jezuskerk is geplaatst. Tien van de twaalf medaillons van een sierkrans van een heilighartbeeld zijn terecht gekomen op houten panelen in de Sint-Gertrudiskerk; de resterende twee zijn geschonken aan particulieren.